# Amerikanische Ulme
Die Amerikanische Ulme (Ulmus americana), auch Weiß-Ulme genannt, ist eine Pflanzenart aus der Gattung der Ulmen (Ulmus) innerhalb der Familie der Ulmengewächse (Ulmaceae). Sie ist in Nordamerika weitverbreitet. Sie wird als Zierpflanze und im Landschaftsbau verwendet. Die Bestände der Amerikanischen Ulme wurden aufgrund des Pilzes Ceratocystis ulmi in der zweiten Hälfte des 20. Jahrhunderts stark dezimiert (Ulmensterben).

## Beschreibung

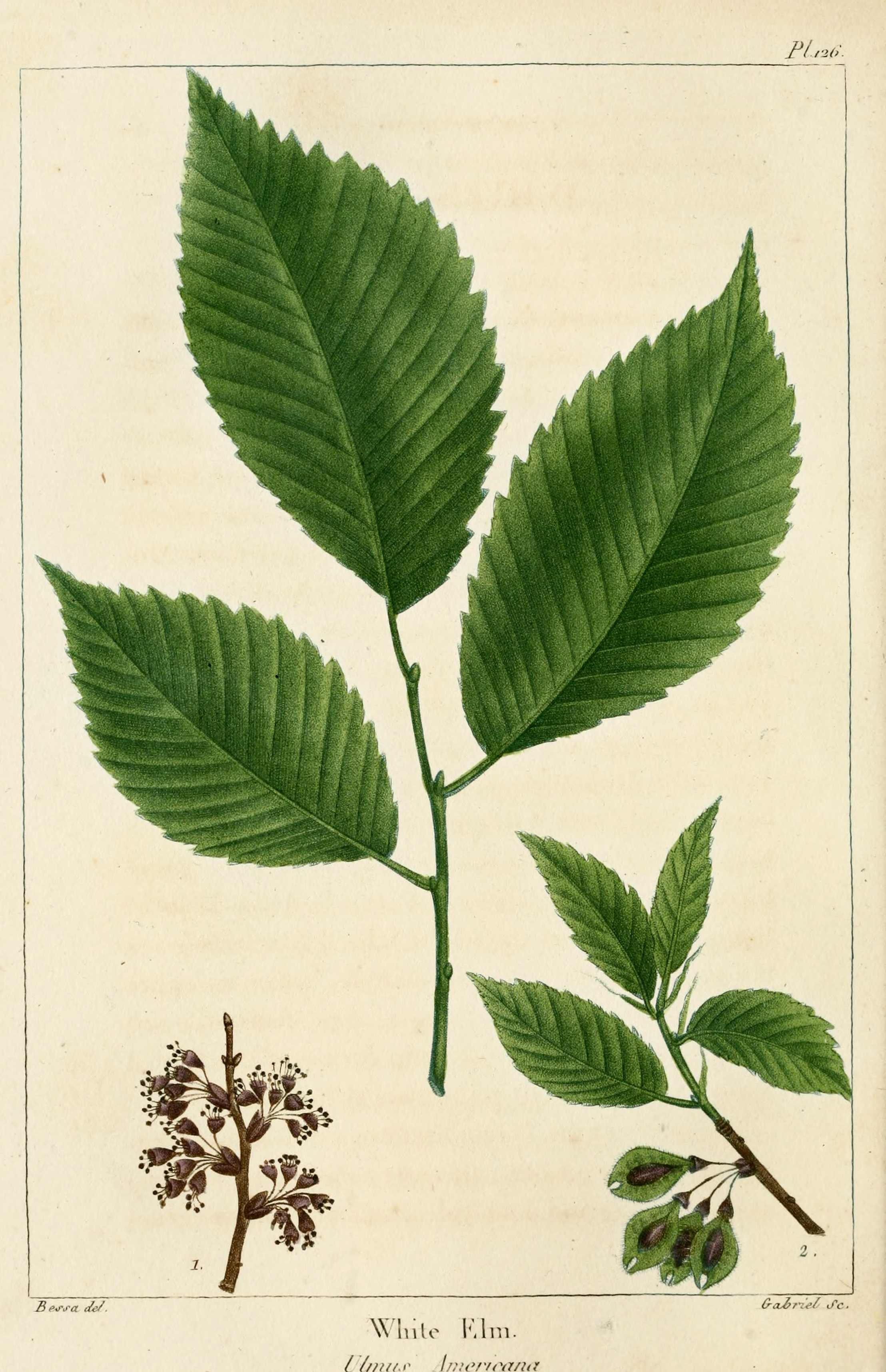
Illustration aus The North American Sylva

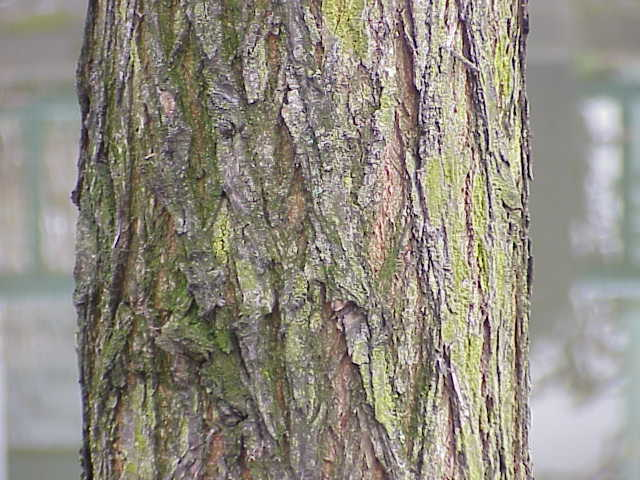
Borke

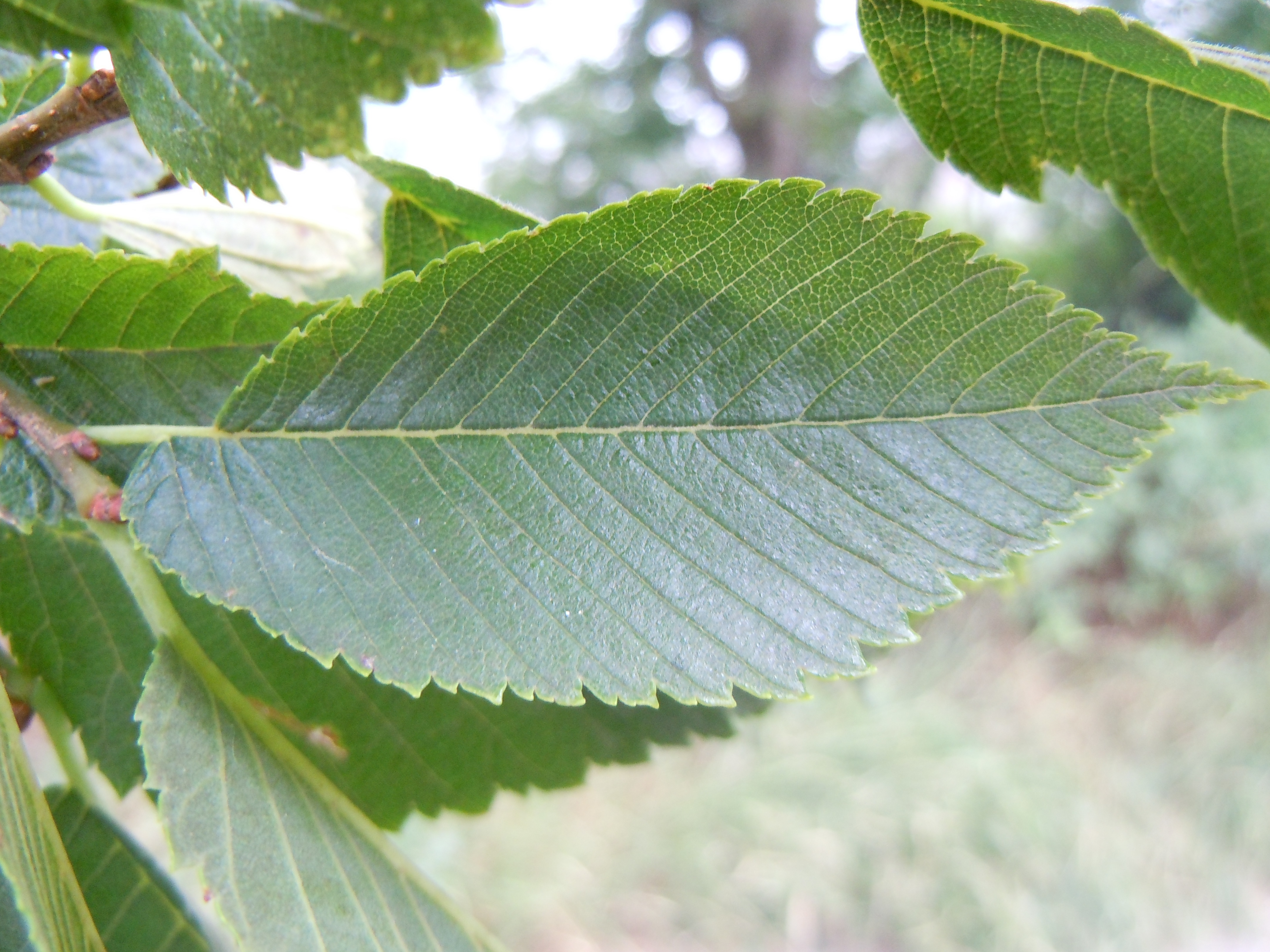
Gestieltes einfaches Laubblatt

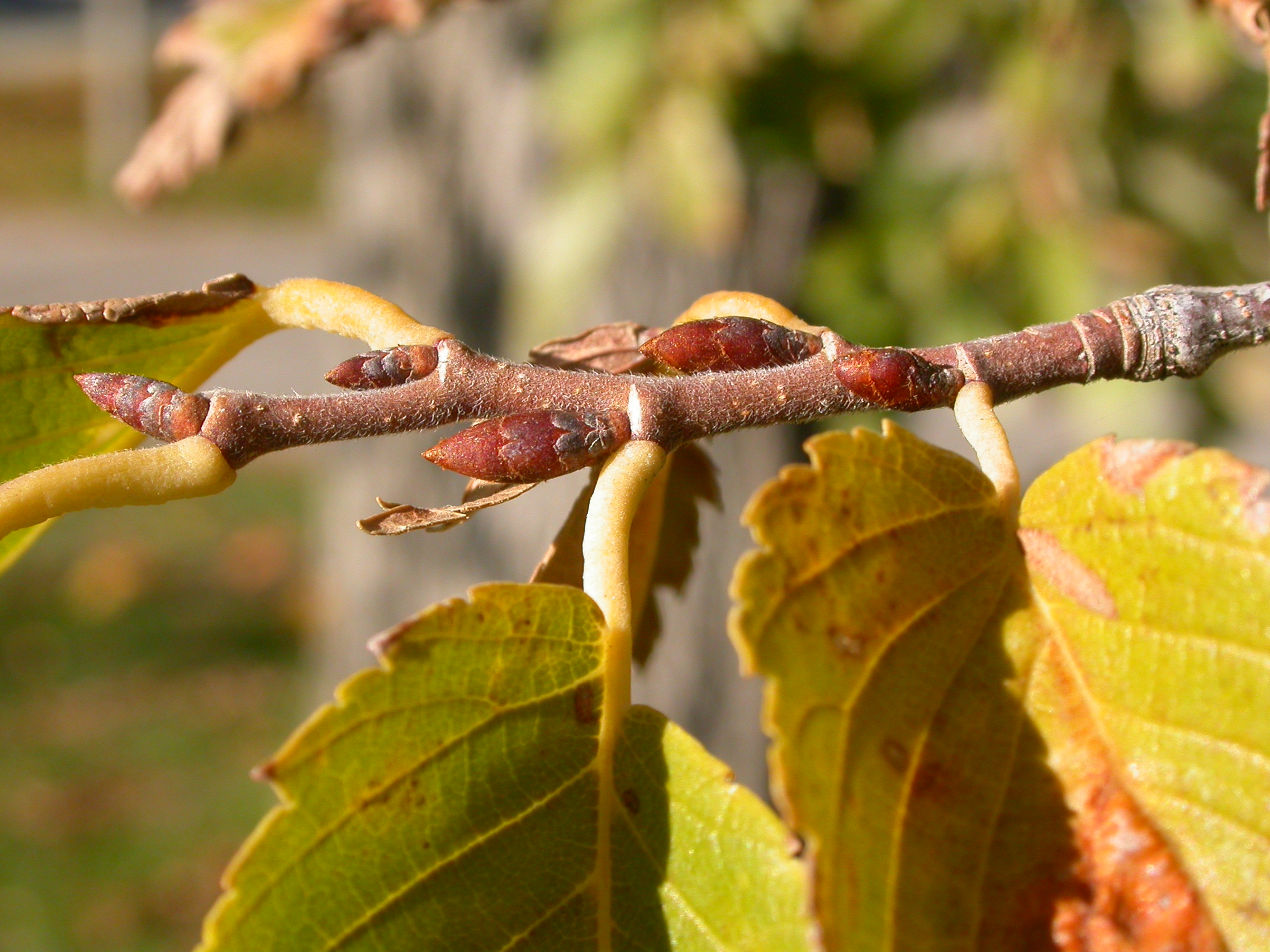
Zweig mit Winterknospen, sie weisen die gleiche Ausrichtung auf wie der darunterliegende Zweigabschnitt

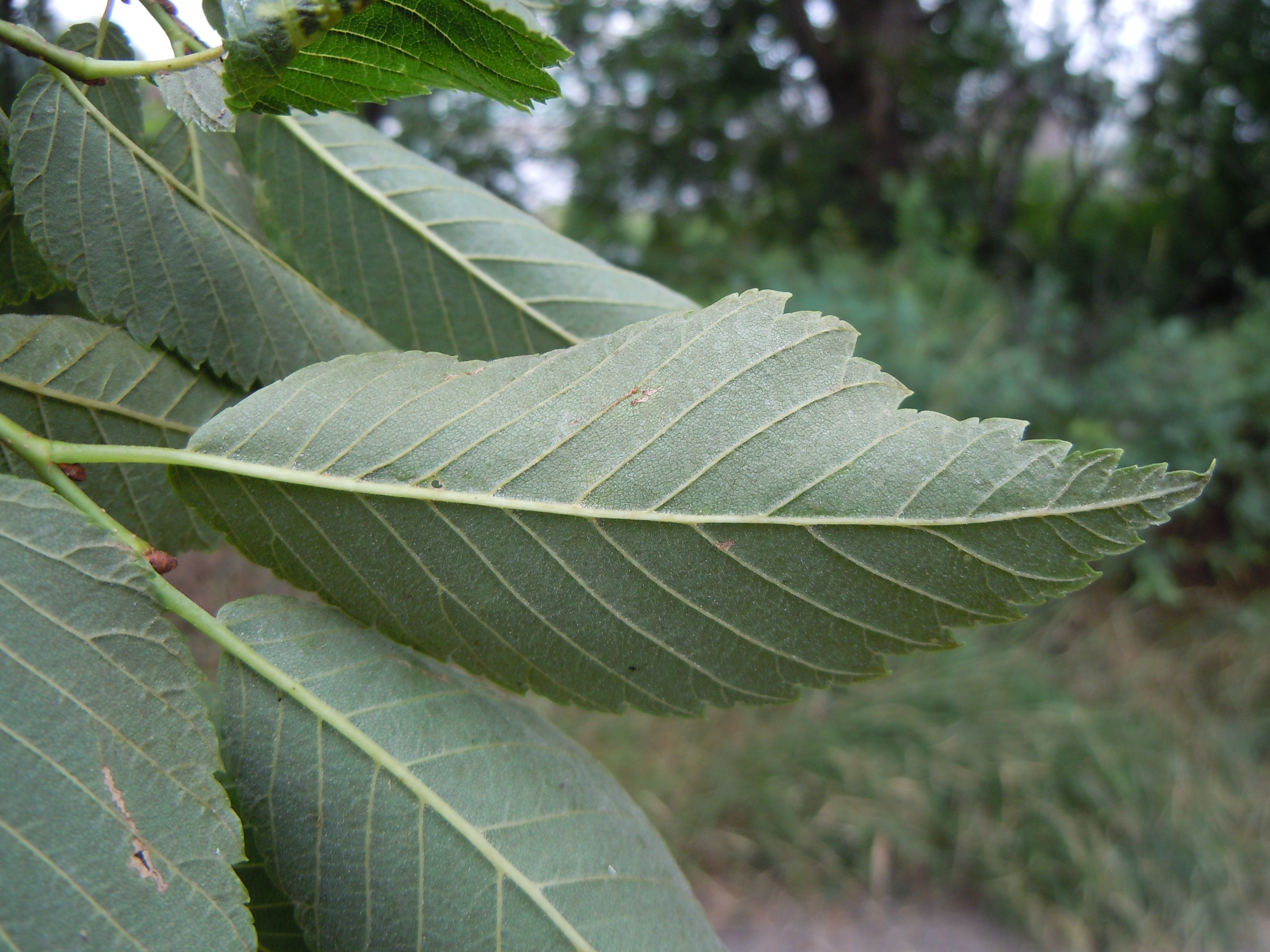
Blattunterseite: Die Nervatur ist gut zu erkennen

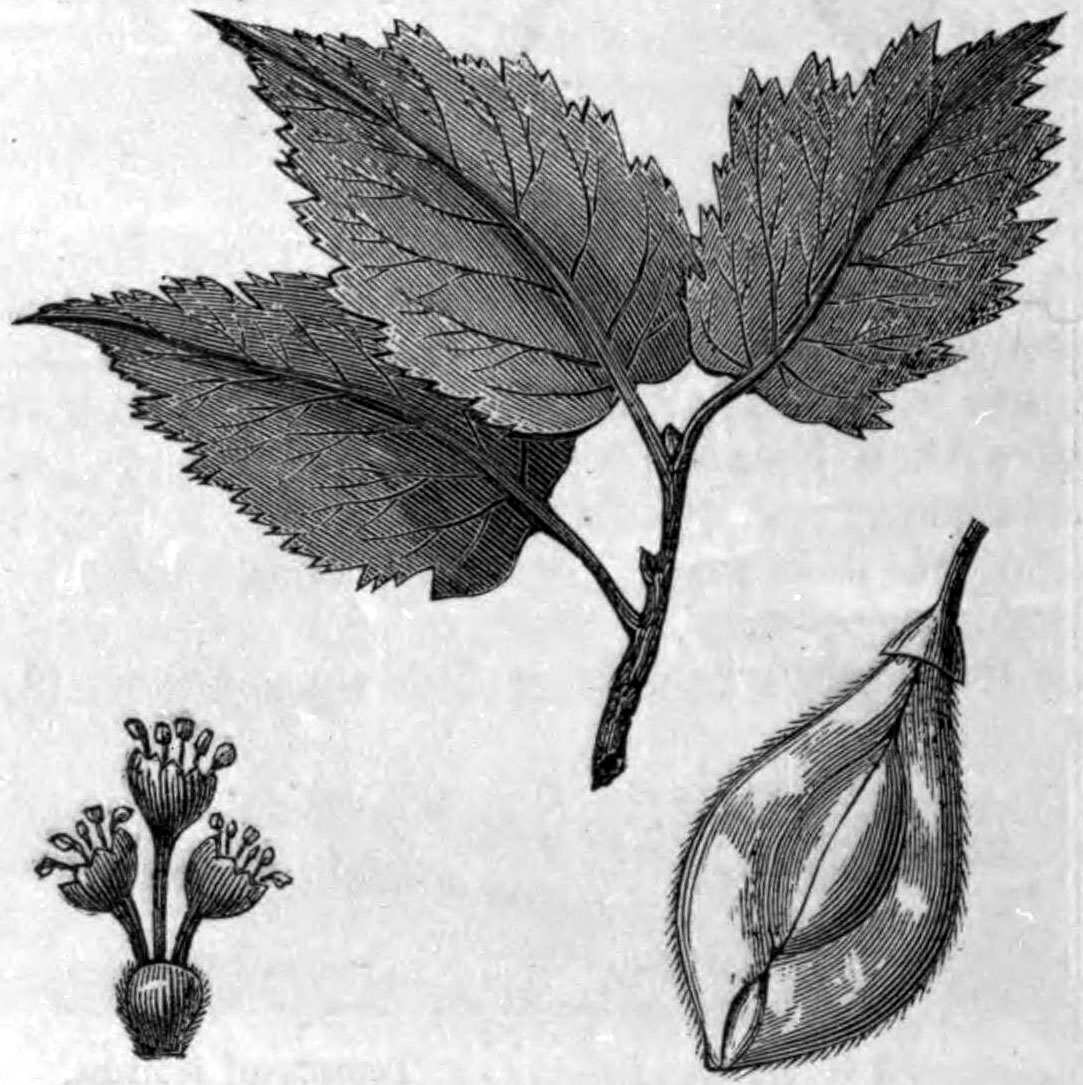
Illustration mit Darstellung des Blütenstandes und der Frucht

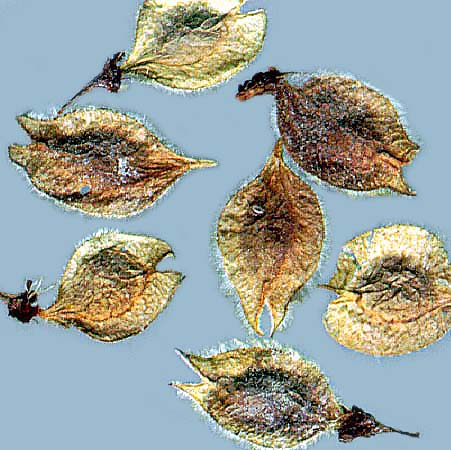
Samara

Die Exemplare der Amerikanischen Ulme können 175 bis 200 alt werden; ein Alter von etwa 300 Jahren wird von wenigen Einzelexemplaren berichtet.

### Erscheinungsbild
Die Amerikanische Ulme wächst als laubabwerfender, sommergrüner Baum. In
dichten Waldbeständen werden Wuchshöhen von 30 bis über 36 Metern sowie Brusthöhendurchmesser (BHD) von 120 bis über 180 Zentimetern erreicht. Auf durchschnittlichen Standorten sind Wuchshöhen von etwa 24 Metern üblich, aber an sehr feuchten oder sehr trockenen Standorten erreichen ausgewachsene Exemplare nur Wuchshöhen von 12 bis 18 Metern.
Das Wurzelsystem ist je nach Standort unterschiedlich. In schweren, feuchten Böden ist das Wurzelsystem weit ausgebreitet mit den meisten Wurzeln in Bodentiefen von 1 bis 1,2 Metern. Auf trockeneren Böden entwickelt die Amerikanische Ulme eine tiefreichende Pfahlwurzel.
In Wäldern werden 15 bis 18 Meter lange Stämme gebildet. Freistehende Exemplare weisen Äste ab einer Höhe über dem Grund von 3 bis 6 Metern auf und bilden eine weit ausgebreitete Baumkrone aus. Der Kronendurchmesser kann über 30 Meter betragen.
Die hellbraune bis dunkelgraue Borke ist tief rissig und löst sich in unregelmäßigen Streifen, die sich an ihren Enden zusammenkrümmen, vom Stamm ab. Die innere Borke besteht aus abwechselnden braunen und weißen Schichten. Das Holz ist weich. Die Rinde der Zweige ist braun und flaumig behaart bis kahl. Die Äste hängen und ältere Äste sind glatt, nicht geflügelt. Die rot-braunen Winterknospen sind konisch oder schmal-eiförmig mit spitzem oberen Ende und mehr oder weniger flaumig behaart oder kahl. Die Zweige enden mit Blattnarben, die „Endknospe“ sitzt also nicht wirklich endständig (terminal) etwas größer als die seitlichen.

### Blatt
Die wechselständig an den Zweigen angeordneten Laubblätter sind in Blattstiel und -spreite gegliedert. Der kahle bis flaumig behaarte Blattstiel ist etwa 5 Millimeter lang. Die einfache Blattspreite ist bei einer Länge von meist 8,6 bis 12,5 (7 bis 14) Zentimetern sowie einer Breite von 3 bis, meist 4,2 bis 7 Zentimetern elliptisch oder manchmal länglich, oval bis länglich-verkehrt-eiförmig mit schiefer Spreitenbasis und spitzem bis zugespitztem oberen Ende. Die Blattränder sind stark doppelt gesägt. Die Blattunterseite einschließlich der Blattadern ist spärlich lang behaart und Haarbüschel befinden sich in den Verzweigungen der Adern. Die Blattoberseite ist kahl bis schuppig. Es liegt Fiedernervatur vor. Die zwei häutigen Nebenblätter fallen früh ab und hinterlassen auf beiden Seiten des Blattes eine kurze Narbe.

### Blütenstand und Blüte
Die bündeligen Blütenstände sind kürzer als 2,5 Zentimeter und enthalten drei bis vier Blüten. Es sind zwei häutige Tragblättern vorhanden. Die Blüten und Früchte hängen an 7 bis 17 Millimeter langen dünnen Stielen, die sich bis zur Fruchtreife auf maximal 25 Millimeter verlängern.
Die Blütenknospen sind kahl. Die meist zwittrigen Blüten besitzen eine einfache Blütenhülle. Die sieben bis neun unscheinbar grün gefärbten und oberhalb ihrer Mitte rot getönten Blütenhüllblätter sind und glockig verwachsen. Der Blütenkelch ist etwas asymmetrisch und endet in sieben bis neun kurzen Kelchlappen; die Ränder sind bewimpert. Es sind sieben bis neun Staubblätter vorhanden. Die Staubfäden sind flach und die Staubbeutel sind leuchtend rot. Der Stempel ist hellgrün. Der relativ kurze Griffel endet in einer zweiästigen, weiß bewimperten, tief geteilten Narbe.

### Frucht
Es werden Flügelnüsse (Samara) gebildet. Die bei Reife lohfarbenen oder cremegelben, manchmal rötlich-purpurfaben gefleckten, verdickten Nussfrüchte sind bei einer Länge von 0,9 bis 1,3 Zentimetern sowie einer Breite von 0,6 bis 0,8 Zentimetern elliptisch länglich oder eiförmig; ihre Ränder sind dicht gelb bis weiß bewimpert und ihre Flächen sind kahl. Die häutigen Flügel sind mit etwa 1 Millimetern relativ schmal. Das obere Ende des Flügels ist tief gekerbt.

### Chromosomensatz
Die Chromosomengrundzahl beträgt x = 14; es liegt oft Tetraploidie mit der Chromosomenzahl 2n = 56 vor. Bei einem kleineren Teil der Populationen liegt Diploidie vor.

## Phänologie

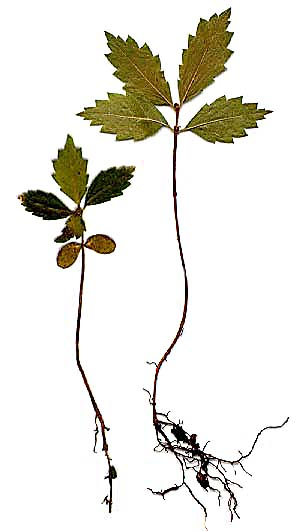
Sämlinge

Die Blütezeit, Fruchtreife und das Fallen der Diasporen findet im Frühling statt und variiert zwischen der Golfküste und Kanada um etwa 100 Tage. Die Blütenknospen schwellen in den Südstaaten früh im Februar und zuletzt im Mai in Kanada an. Die Anthese liegt zwei bis drei Wochen vor der Laubentfaltung. Die Früchte reifen während sich die Laubblätter entfalten oder kurz danach. Die Diasporen werden ausgebreitet sobald die Früchte reif sind und die Ausbreitung ist im Süden Mitte März und im Norden Mitte Juni beendet.

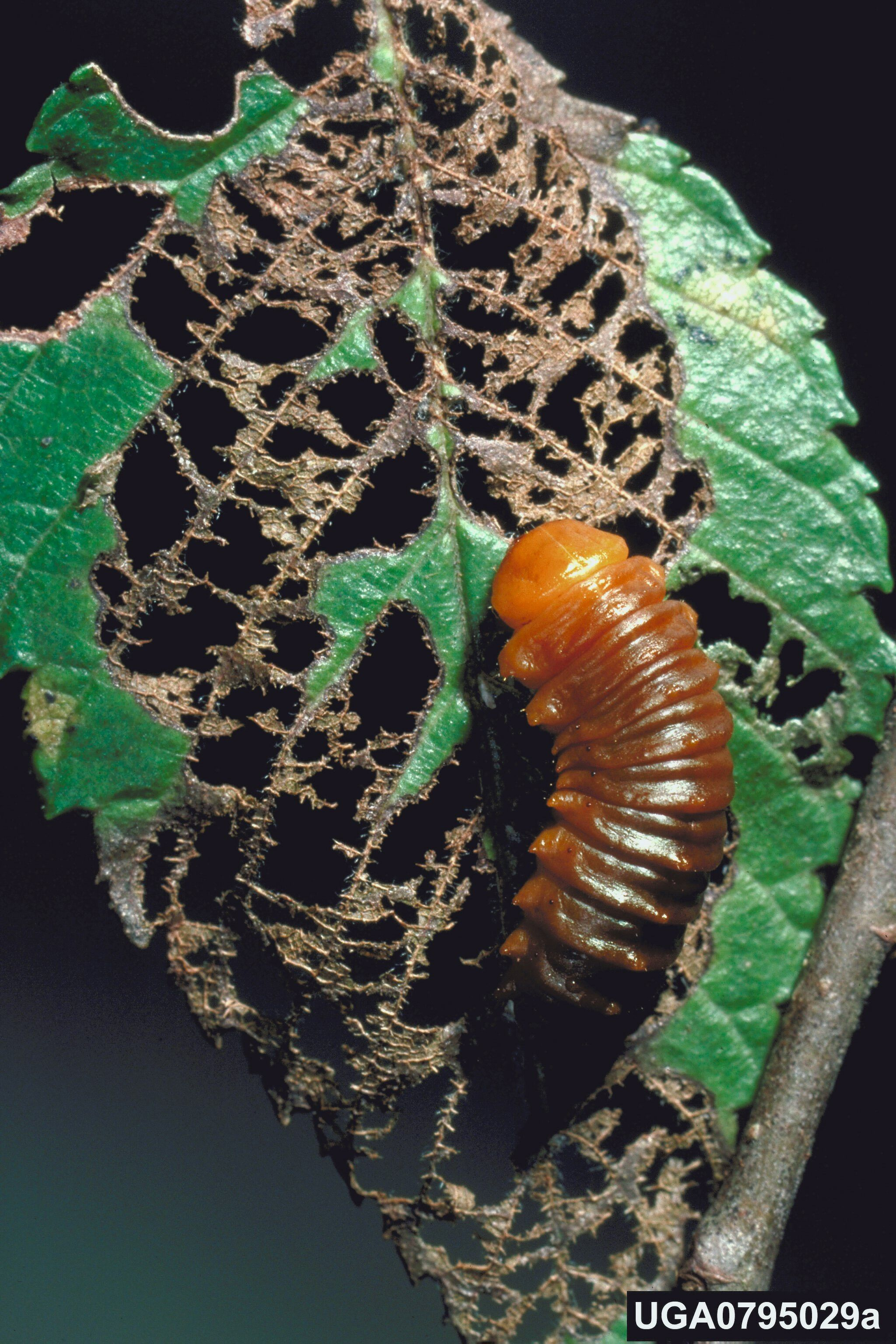
Käferlarve von Monocesta coryli auf einem Laubblatt von Ulmus americana

## Ökologie
Bei Ulmus americana handelt es sich um einen Phanerophyten. Es erfolgt eine vegetative Vermehrung, beispielsweise durch Stockausschlag.
Blühfähig sind Exemplare der Amerikanischen Ulme frühestens mit 15 Jahren, aber erst mit 40 Jahren sind sie voll produktiv. Die Amerikanische Ulme ist grundsätzlich selbststeril. Fröste im Frühling zerstören Blüten und Früchte.
Die Ausbreitung der Diasporen, es sind die Flügelnüsse (Samara), erfolgt durch den Wind (Anemochorie). Die meisten Diasporen werden nicht weiter als 90 Meter vom Mutterbaum verfrachtet, aber einige werden 400 Meter weit transportiert. Von Exemplaren, die direkt an Fließgewässern stehen werden die Diasporen viele Meilen durch das Wasser ausgebreitet.
Die Keimung der Samen erfolgt epigeal, früh nach der Ausbreitung; aber einige Samen bleiben im Boden keimfähig bis zum darauffolgenden Frühling.
Die Ulmus americana bietet vielen Tieren Nistplätze. Die Blütenknospen, Blüten und Früchte werden von vielen Tieren gefressen.

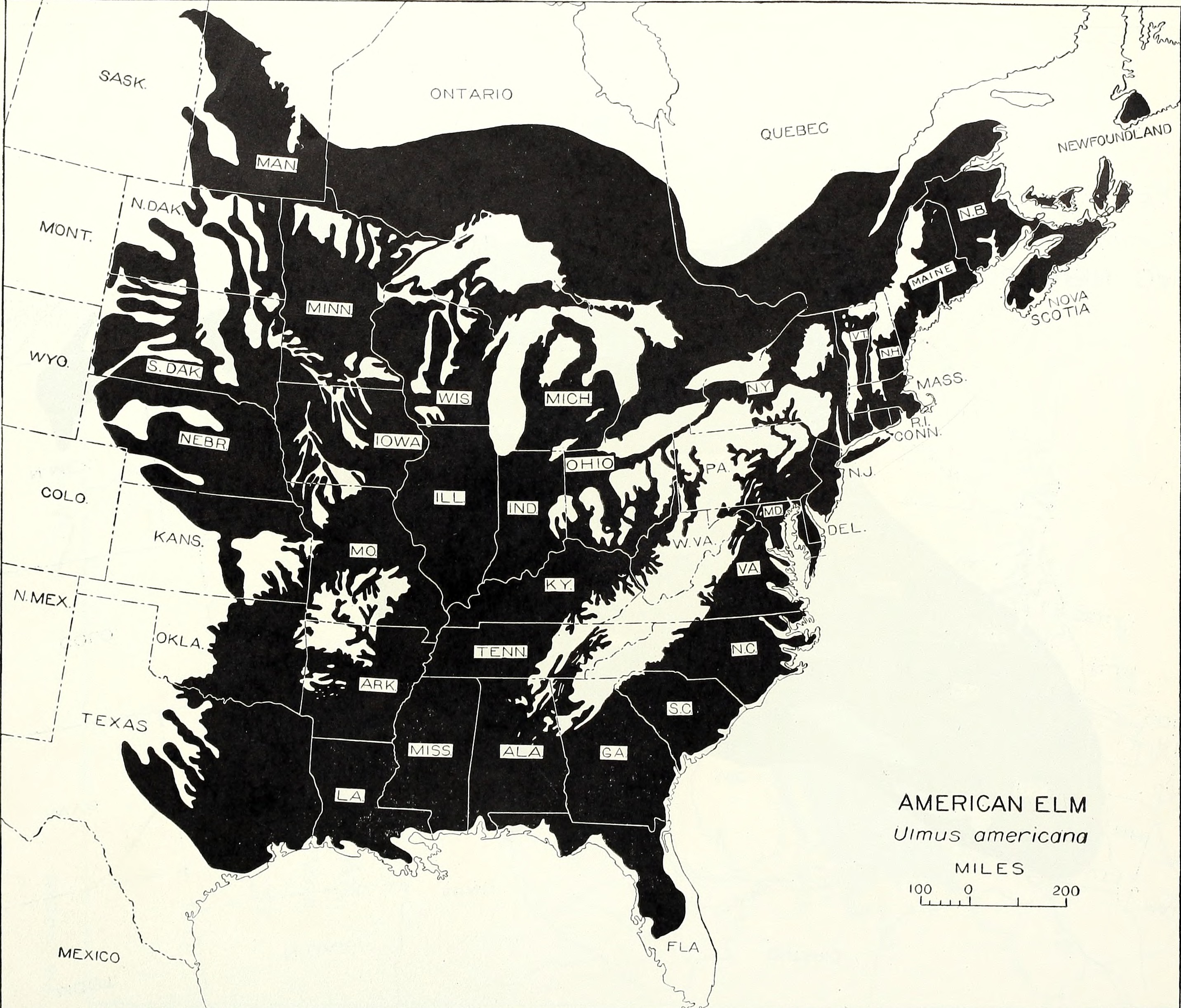
Verbreitungsgebiet 1938

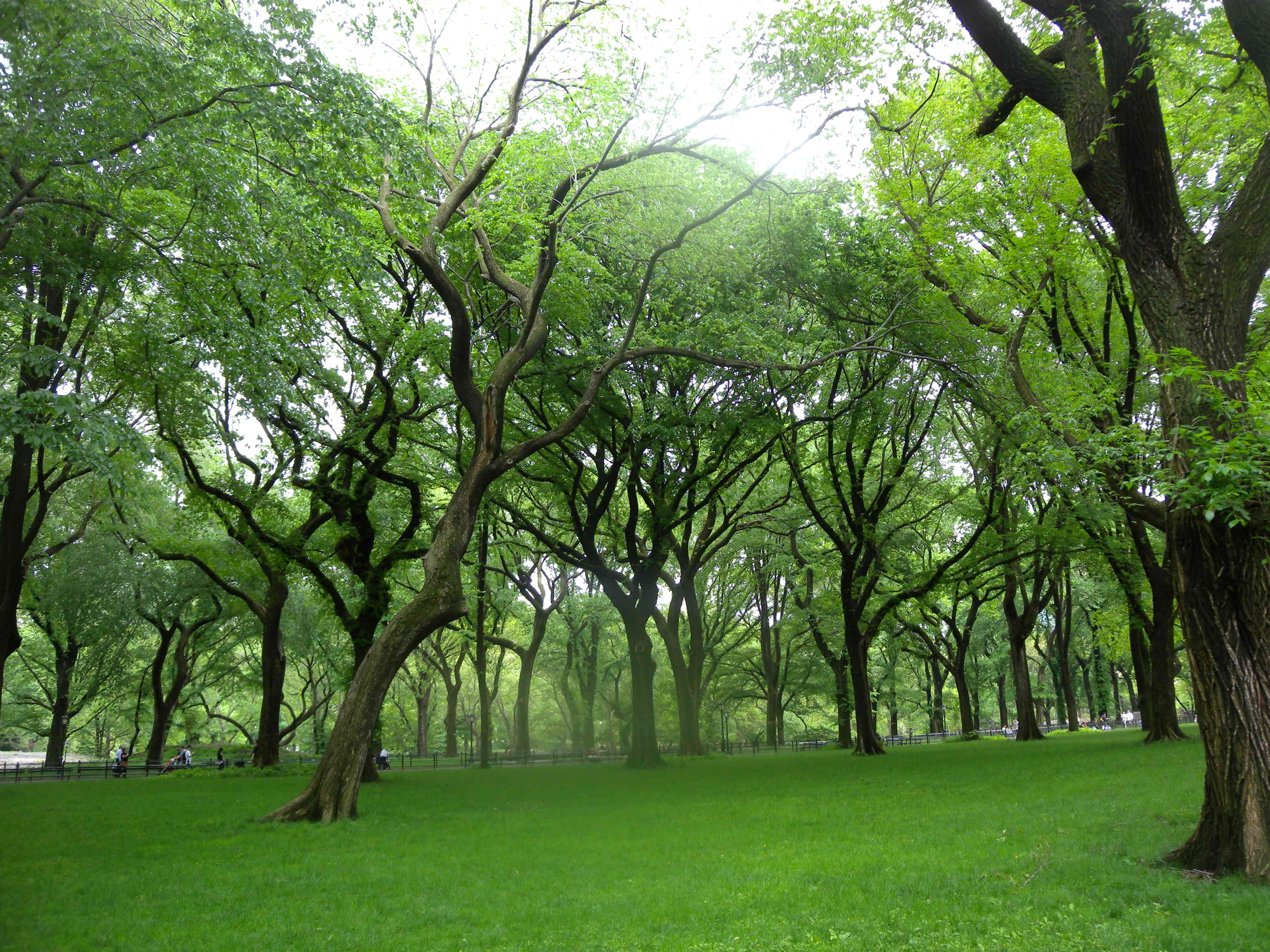
Gepflanzter Bestand im Frühling

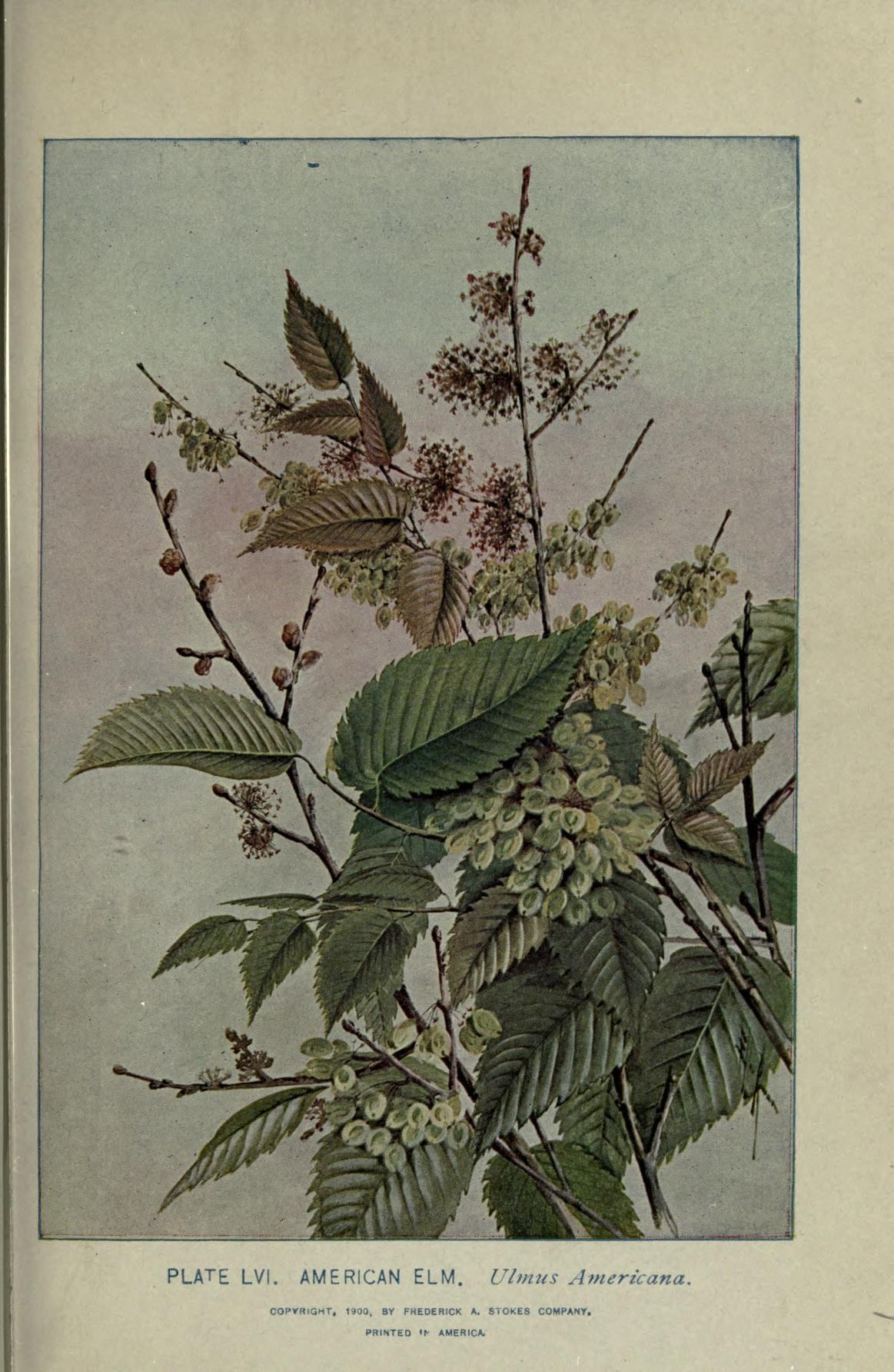
Illustration aus A guide to the trees, Tafel LVI

## Vorkommen
Das ursprüngliche weite Verbreitungsgebiet von Ulmus americana reicht in Nordamerika von den östlichen sowie westlichen kanadischen Provinzen New Brunswick, Ontario, Prince Edward Island, Quebec, Manitoba, Saskatchewan und in den US-Bundesstaaten Montana, Wyoming, Illinois, Iowa, Kansas, Minnesota, Missouri, Nebraska, North Dakota, South Dakota, Oklahoma, Wisconsin, Connecticut, Indiana, Maine, Massachusetts, Michigan, New Hampshire, New Jersey, New York, Ohio, Pennsylvania, Rhode Island, Vermont, West Virginia, Texas, Alabama, Arkansas, Delaware, Florida, Kentucky, Louisiana, Maryland, Mississippi, North Carolina, South Carolina, Tennessee, Virginia, District of Columbia.
In den letzten 100 Jahren ist sie in Idaho verwildert.
Sie gedeiht in Auwäldern, Sumpfwäldern, laubabwerfenden Waldländern, entlang von Zäunen, Weideland, alten Feldern und auf Ödland in Höhenlagen von 0 bis 1400 Metern.
Ulmus americana kommt im Gesamtverbreitungsgebiet meist in Ebenen und Tiefländern vor, ist aber nicht nur auf diese Gebiete beschränkt. Sie kommt meist nicht in tiefen Sümpfen vor. In größeren Höhenlagen in the Appalachen kommt sie oft nur in der Nähe großer Ströme vor und selten gedeiht sie in Höhenlagen oberhalb von 610 Metern. Aber in West Virginia gedeiht sie noch in Höhenlagen von 760 Metern. In den Seen- sowie zentralen US-Staaten gedeiht sie auf Ebenen sowie Moränenhügeln genauso wie im Tiefland und an Sumpfrändern. Entlang des nordwestlichen Verbreitungsgrenze gedeiht sie meist nur auf Talböden entlang von Wasserläufen.
Ulmus americana ist auf vielen Bodentypen zu finden. Sie gedeiht am besten in reichen, gut drainierten Lehmböden. Die Bodenfeuchtigkeit ist für das Wachstum von Ulmus americana entscheidend. Ulmus americana kommt mit unterschiedlichsten Boden-pH-Werten zurecht. An den Sumpfrändern ist der pH-Wert ziemlich sauer und auf Prärie-Böden ist er ziemlich alkalisch. Die pH-Werte reichen im Gesamtverbreitungsgebiet von 5,5 bis 8,0. Die Laubstreu von Ulmus americana zersetzt sich viel schneller als von vielen anderen nordamerikanischen Laubbaumarten. Es werden viele wichtige Nährstoffe dem Boden zur Verfügung gestellt.
Im natürlichen Verbreitungsgebiet von Ulmus americana variiert das Klima von warm und humid im Südosten bis kalt und trocken im Nordwesten. Die Durchschnittstemperaturen reichen: im Januar von −18 °C und darunter in Kanada bis 16 °C in Zentralflorida; im Juli von 16 °C in Manitoba bis 27 °C in den Südstaaten. Das Jahresmaximum liegt zwischen 32 °C bis 35 °C im Nordosten und 38 °C bis 41 °C im Süden sowie Westen. Das Jahresminimum liegt zwischen −40 °C bis −18 °C im Norden und −18 °C bis −1 °C im Süden.
Die Jahresniederschläge variieren von spärlichen 380 mm im Nordwesten bis reichlichen 1520 mm an der Golfküste. Im zentralen Teil des Verbreitungsgebietes liegen die Jahresniederschläge zwischen etwa 760 und 1270 mm im größten Teil des Verbreitungsgebietes erfolgen die Niederschläge hauptsächlich in der warmen Jahreszeit im April bis September. Die jährliche Schneemenge reicht von keinem Schnee in Florida bis 200 cm im Nordosten; wenige Gebiete hauptsächlich um die Großen Seen erhalten 254 bis 380 cm Schnee pro Jahr. Die durchschnittliche frostfreie Periode ist etwa 80 bis 160 Tage im nördlichsten Teil der US-Bundesstaaten und Kanada und etwa 200 bis 320 Tagen an der Golfküste und den Südstaaten.

## Systematik
Die Erstveröffentlichung von Ulmus americana erfolgte 1753 durch Carl von Linné in Species Plantarum, 1, S. 226. Ein Homonym ist Ulmus americana Marshall. Synonyme für Ulmus americana L. sind Ulmus americana var. aspera Chapm., Ulmus americana var. floridana (Chapm.) Little, Ulmus floridana Chapm. Es sind keine Subtaxa akzeptiert.
Ulmus americana gehört zur Sektion Blepharocarpus aus der Untergattung Oreoptelea in der Gattung Ulmus innerhalb der Familie Ulmaceae.

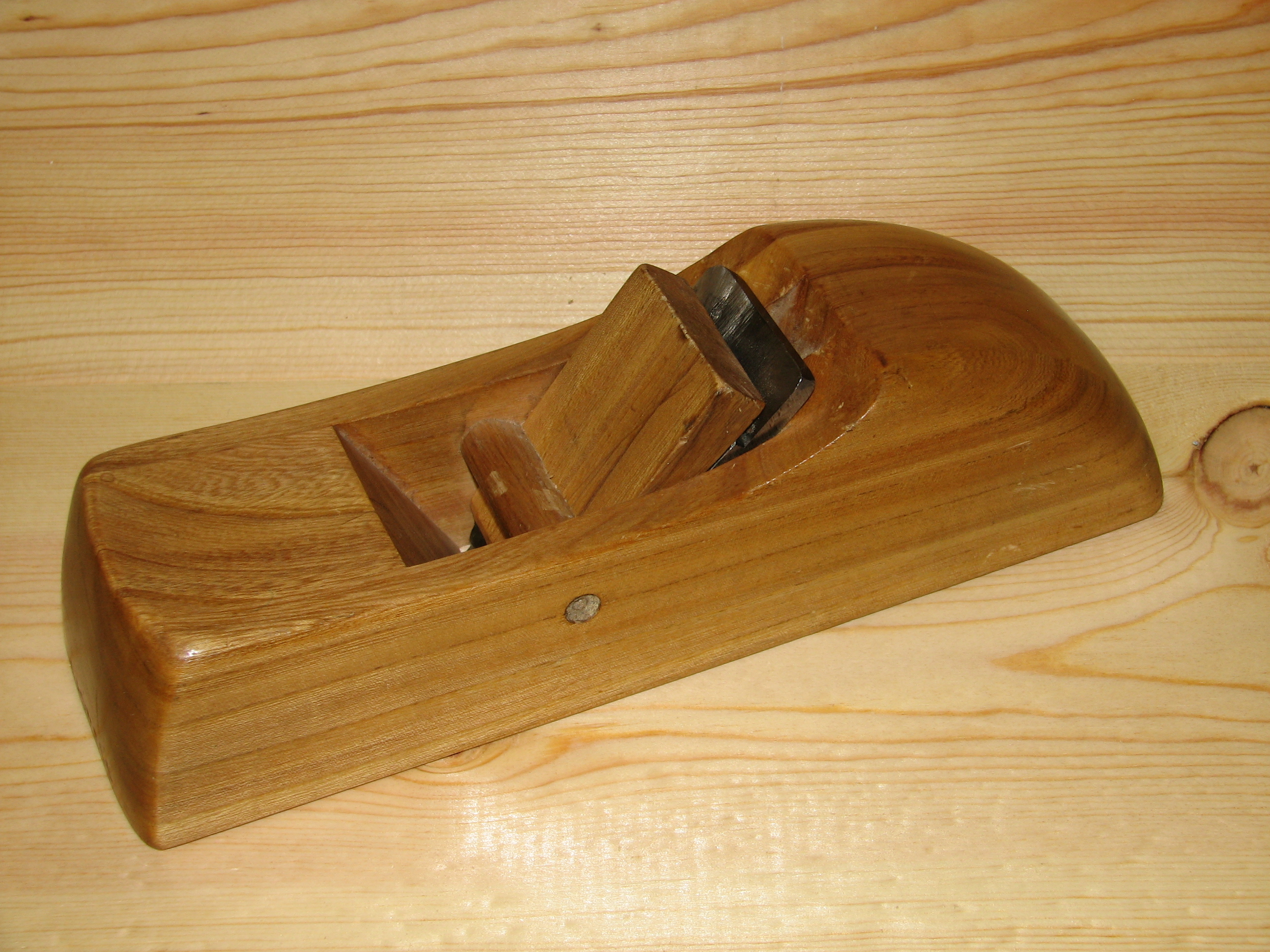
Hobel aus dem Holz der Amerikanischen Ulme

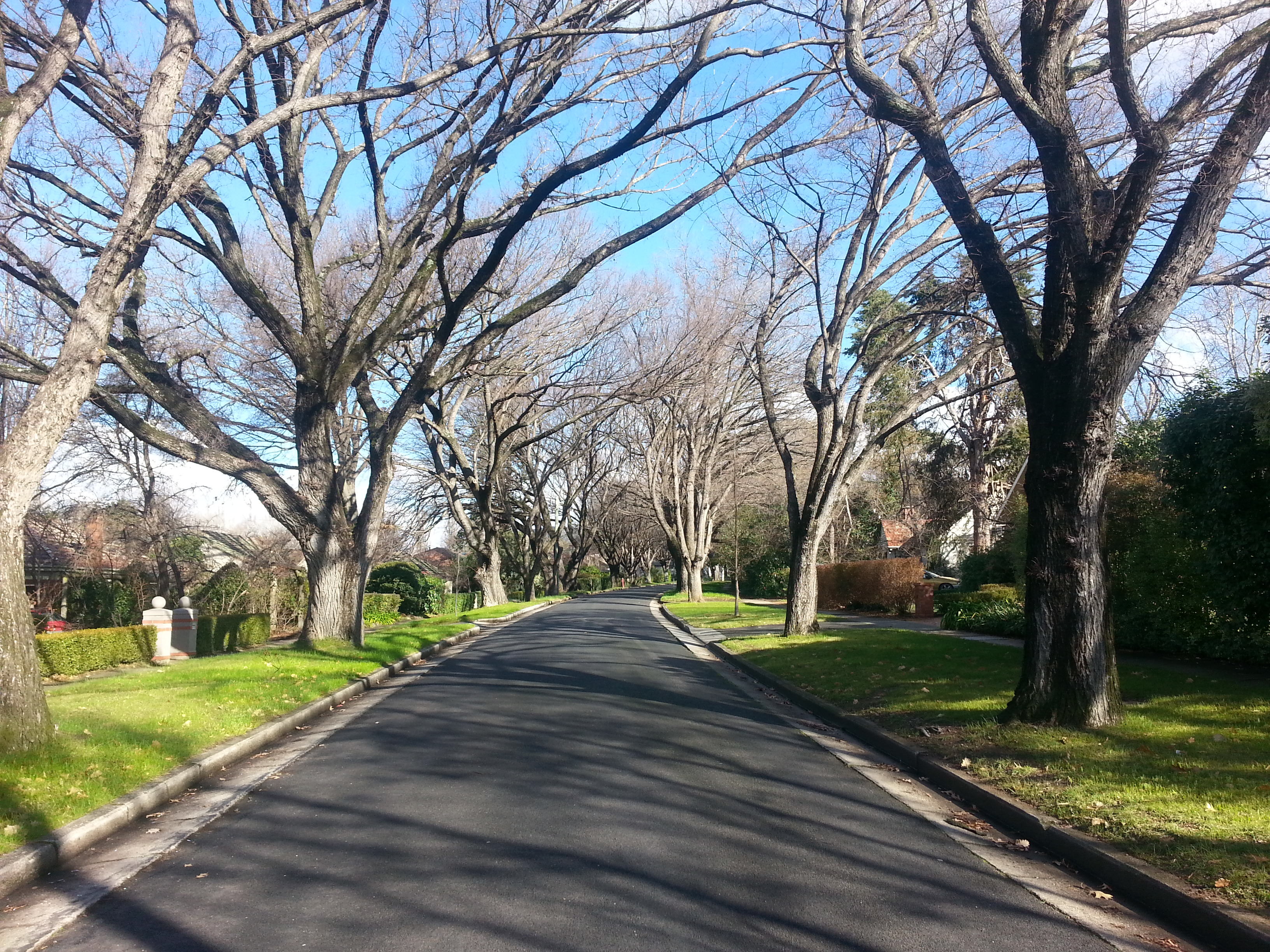
Alleebäume im Winter

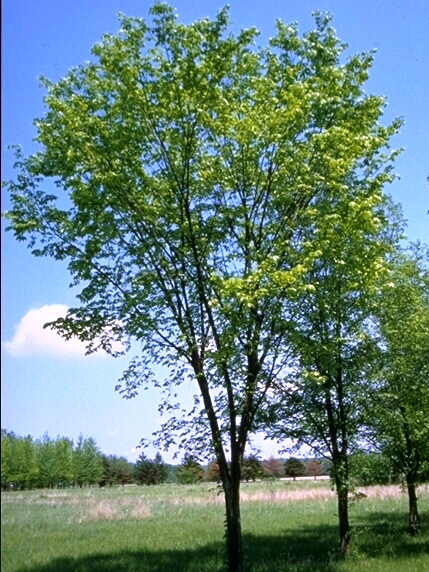
Die gegen das Ulmensterben resistente Sorte ‘Valley Forge’

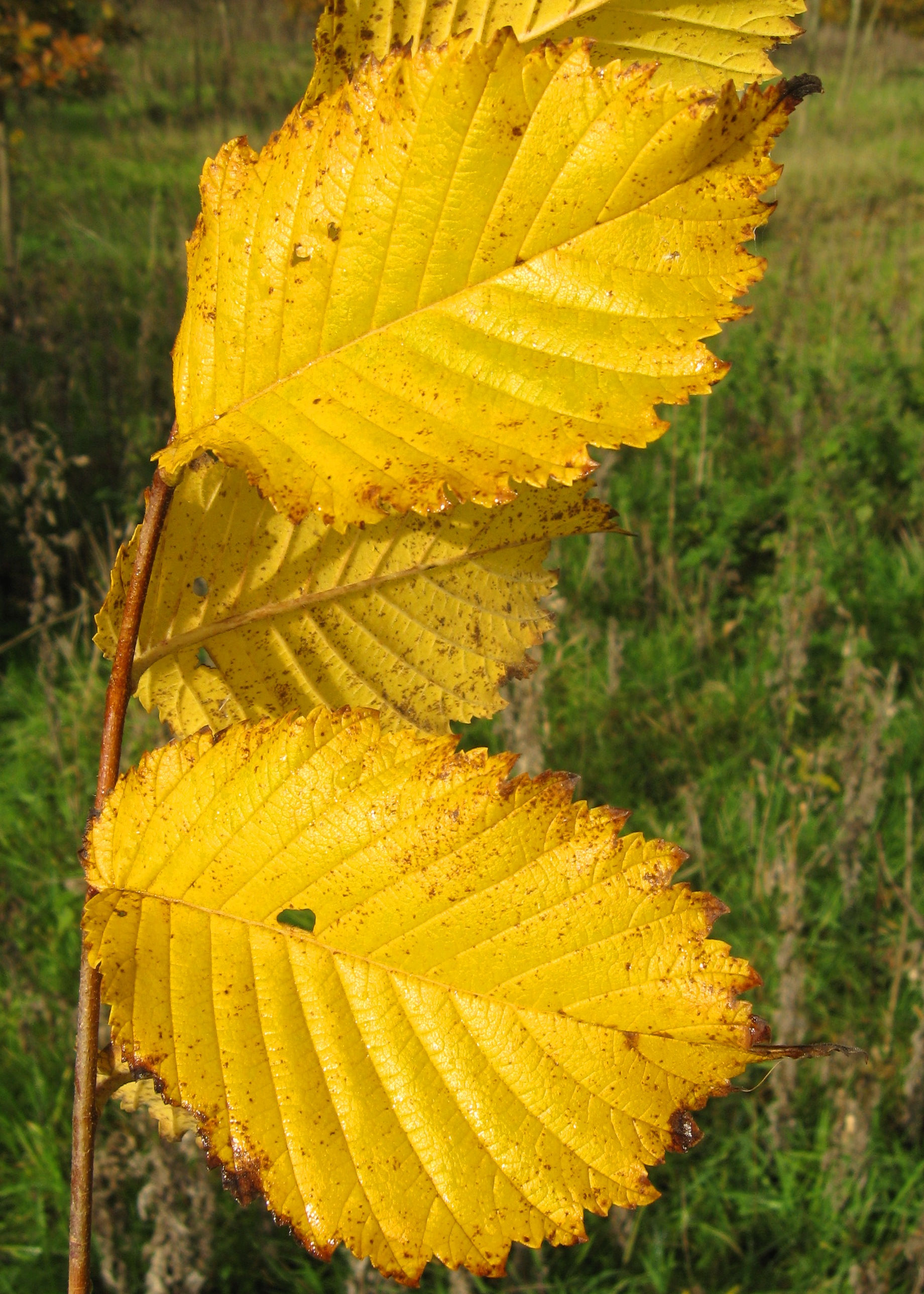
Laubblätter der Sorte ‘Valley Forge’ im Herbst

## Nutzung
Das Holz der Amerikanische Ulme ist grobfaserig, schwer und fest. Es ist nicht haltbar und verzerrt sich und splittert stark beim Trocknen. Das Holz wir zum Herstellen von Kästchen, Kisten, Körben, Fässern, Möbeln, landwirtschaftlichen Geräten und Särgen verwendet. Das Furnier wird für Möbel und Vertäfelungen verwendet. Die Amerikanische Ulme liefert auch Feuerholz.
Die Amerikanische Ulme wird zum Schutz vor Erosion und als Windschutz angepflanzt. Das meist flache und weitausgebreitete Wurzelsystem macht die Amerikanische Ulme ziemlich windfest. Die Amerikanische Ulme kann durch Steckhölzer vegetativ vermehrt werden, aber mit mehr oder weniger guten Ergebnissen.
Von den Indianern der südöstlichen Vereinigten Staaten wurde die innere Borke für viele Dekorationszwecke verwendet.
Sie wird als Zierpflanze verwendet. Es gibt einige Sorten und Hybriden. Exemplare der Amerikanischen Ulme säumen viele Straßen und spenden Schatten. Ihre besonders guten Eigenschaften zur Nutzung an Straßen ist das schnelle Wachstum, die Härte und Stresstoleranz.
Die indianischen Ureinwohner nutzten unter anderem die Borke zur Anfertigung von Kanus, Seilen und anderen Gebrauchsgegenständen.

## Krankheiten
Der Pilz Ceratocystis ulmi breitete sich ab etwa 1930 in den USA aus. Durch den Pilzbefall ist die Population der Amerikanischen Ulme seit 1976 um die Hälfte dezimiert worden. Dieser Pilz verstopft die wasserführenden Gefäße des Baumes, führt zum Verwelken und schließlich Absterben der betroffenen Äste und letztlich des ganzen Baumes. Rindenkäfer verbreiten die Krankheit von Exemplar zu Exemplar. Versprühen von Insektiziden gegen die Käfer ist nur eine vorübergehende Maßnahme. Eine dauerhaft wirkende Behandlung ist zurzeit nicht bekannt. Daher werden die Bestände weiterhin dezimiert werden, zumal die Amerikanische Ulme besonders anfällig ist.
Versuche, diese Anfälligkeit durch Kreuzungen mit anderen Ulmen zu vermeiden, haben bisher noch nicht zu durchschlagenden Erfolgen geführt, weil resistente Arten zugleich mit Nachteilen behaftet sind. Der Sibirischen Ulme beispielsweise fehlt der symmetrische Wuchs und das Holz ist wesentlich brüchiger und splittert leicht.
Gegen das Ulmensterben resistent sind beispielsweise die Sorten ‘Princeton’ und ‘Valley Forge’.

## Symbolik und Gemälde
Die Amerikanische Ulme ist der offizielle Staatsbaum der US-Bundesstaaten Massachusetts und North Dakota.
In einigen Gemälden ist die Amerikanische Ulme abgebildet.

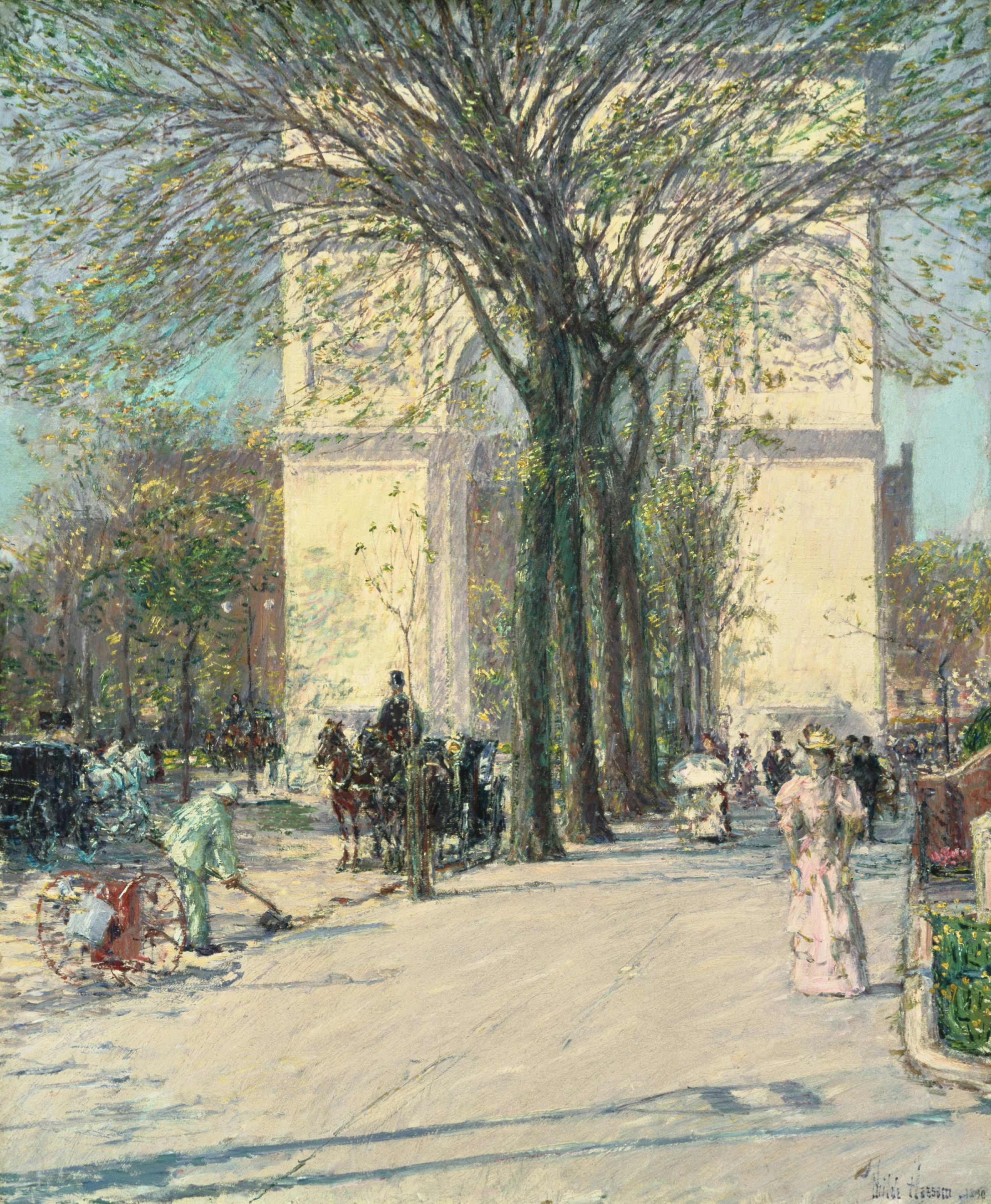
Frederick Childe Hassam: „Washington Arch, Spring“ 1890
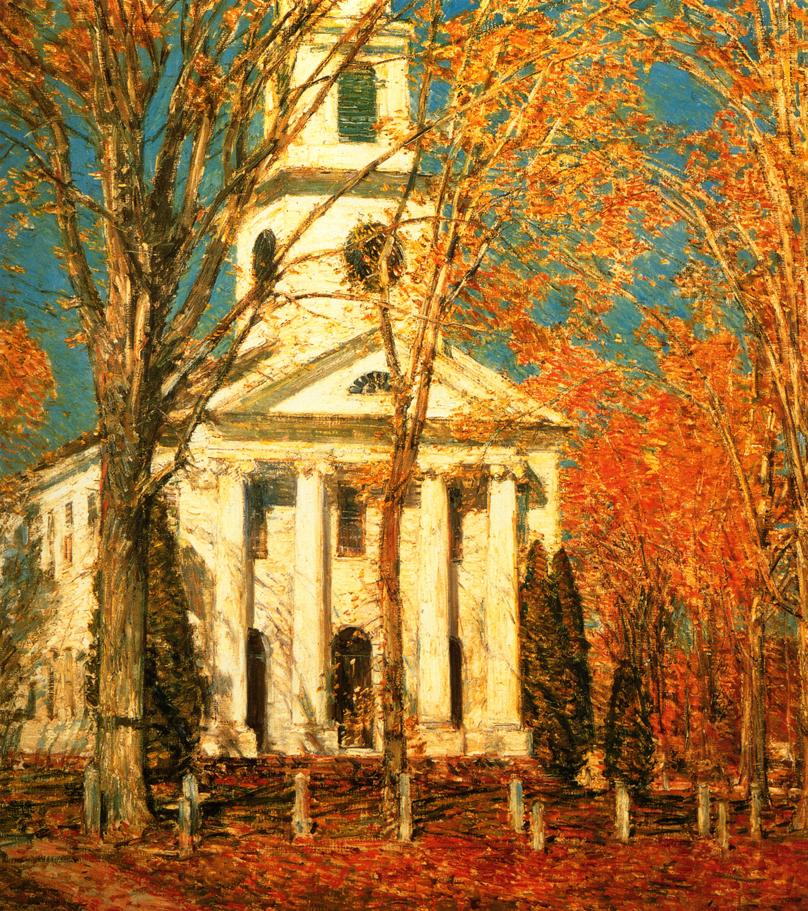
Frederick Childe Hassam: „Church at Old Lyme“ 1905
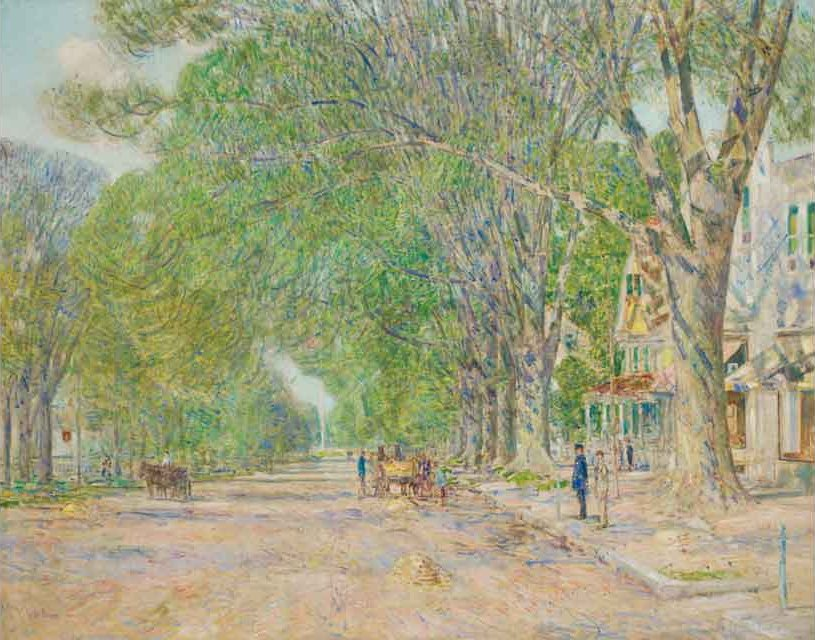
Frederick Childe Hassam: „The East Hampton Elms in May“ 1920
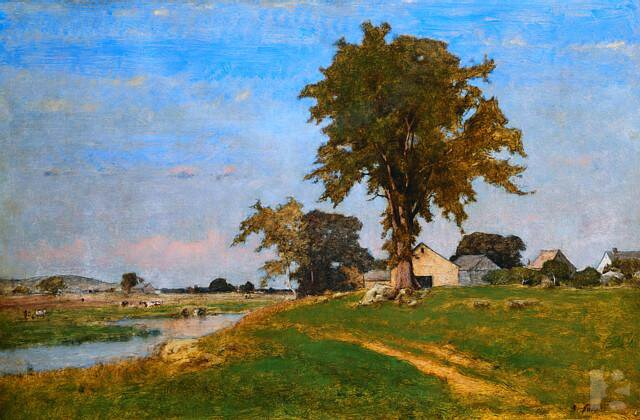
George Inness: „Old Elm at Medfield“

## Trivialnamen in anderen Sprachen
Trivialnamen in anderen Sprache sind:
- Englische Sprache: American elm, water elm, white elm, soft elm, Florida elm[2]
- Französische Sprache: orme d'Amérique

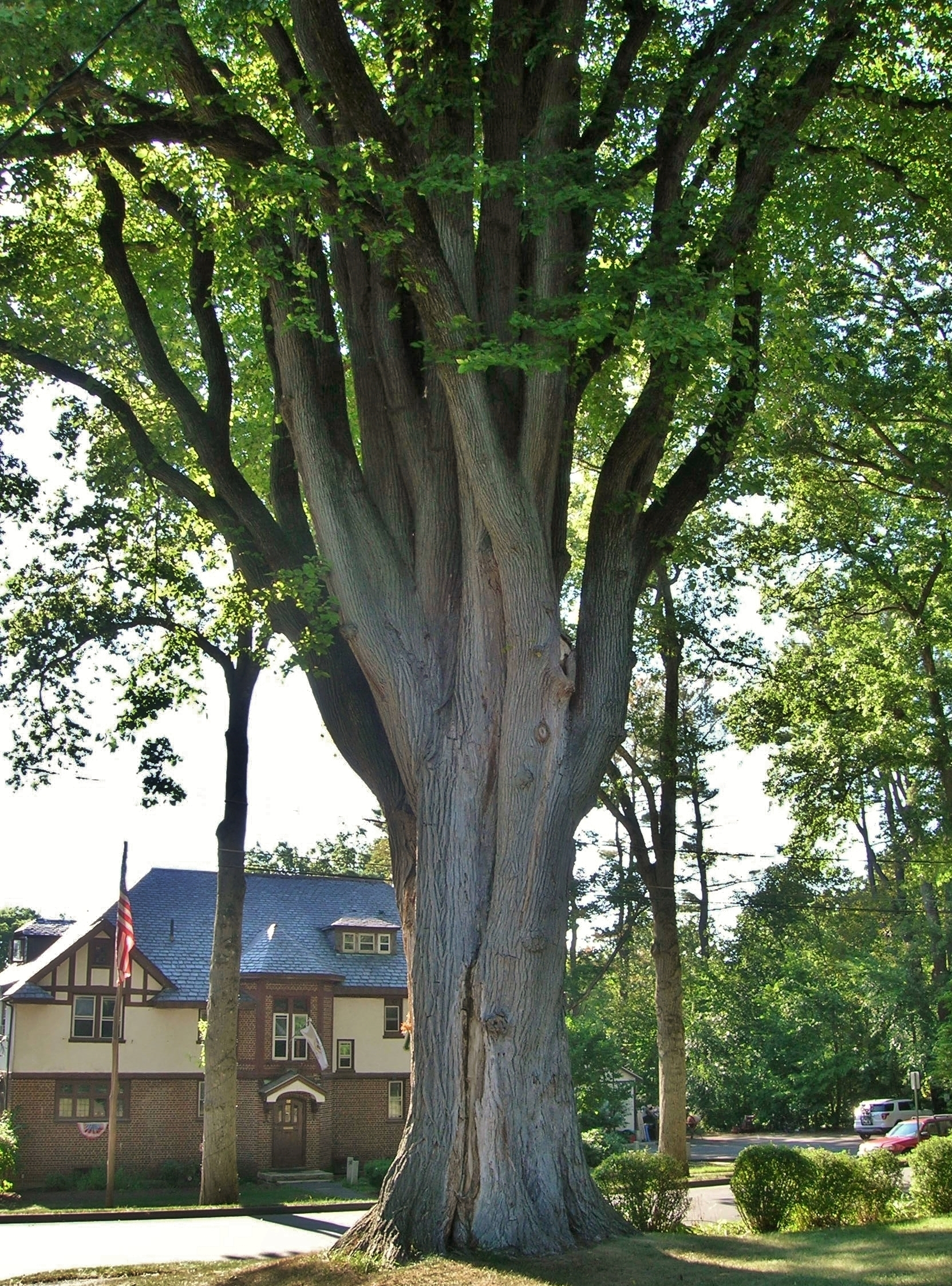
Die „Grayson Elm“ im Sommer 2016

## Besondere Exemplare
Es gibt Einzelexemplare der Amerikanische Ulme, die einen hohen Bekanntheitsgrad erlangt haben, weil sie z. B. ein überdurchschnittliches Alter erreicht oder eine besondere Wuchsform bzw. Größe haben oder mit einer Geschichte verknüpft sind. Ein als Naturdenkmal geschütztes Exemplar mit einer Höhe von ca. 24 Metern befindet sich z. B. in Lüdinghausen (Coesfeld).